# Embalse de El Naranjero
El embalse de El Naranjero o presa de Cortes I se encuentra situado en el municipio de Cortes de Pallás, en la provincia de Valencia, Comunidad Valenciana, España.
Se construyó en el año 1989 en el cauce del río Júcar, sobre una superficie de 125 ha, con una capacidad máxima de 29 hm³. Tiene una presa de gravedad.
Este embalse pertenece a Iberdrola.
Desde una toma próxima a la presa, situada en la margen derecha del embalse, las aguas se desvían por un túnel subterráneo de unos 13 km hasta el depósito de carga de la central subterránea de Millares II, donde se aprovecha para la producción eléctrica con una potencia instalada de 80 MW